# Açucena (Minas Gerais)
Açucena es un municipio brasilero del al este del estado de Minas Gerais. Está en la Mesorregión del Valle del Río Dulce y en la Microrregión de Ipatinga (IBGE/2008)

## Economía

### Industria
Açucena, no es un municipio industrializado, no obstante existe una planta de procesamiento de leche y un aserradero.

### Ganadería
Presenta una gran área, con poca explotación y posee gran producción de ganado. Hay extensas haciendas y la ganadería es una de las principales riquezas del municipio. 

## Geografía

### Hidrografía
El municipio es bordeado por dos ríos: río Santo Antonio y río Corrente. En el río Santo Antônio encuentra dos usinas hidroeléctricas, la Usina de Salto Grande y la Usina de Puerto Estrela inaugurada en octubre de 2001, localizada en los municipios de Açucena, Braúnas y Joanésia.
Arroyos principales
- Arroyo Travessão
- Arroyo Açucena
- Arroyo Bueno Sucesso
- Arroyo Pompeu
- Arroyo Bello Monte
- Arroyo Saião
- Arroyo San Felix
- Arroyo Pinguela

- Cuenca: Cuenca río Dulce

### Clima
Temperatura
- - Media anual: 24,5 C
  - Media máxima anual: 29,6 C
  - Media mínima anual: 18,2 C

- Índice medio pluviométrico anual: 1113,8 mm

### Distritos
- Naque-Nanuque
- Felicina
- Gama
- Aramirim
- Poblados y pueblos: Coqueiros, San Francisco, San Pedro, Peña de Aramirim, San Mateus, Brejauba, Laguna, Peroba, Pompeu, Quenta Sol, Mirante, Bello Monte, Agua Preta, Arroyo del Mato, Janúaria, Ruinha, Vaqueta.

## Datos de la ciudad
- Localización: Río Doce
- Área: 811,59 km²
- Altitud:
- Máxima: 1062 m. Local: Proximidade del Corrego del Marimbondo
- Mínima: 126 m. Local: Río Dulce

## Transporte

### Carretera
- Distancias aproximadas a los principales centros (km): 
  - Bello Horizonte: 285
  - Río de Janeiro: 720
  - Sao Paulo: 860
  - Brasilia: 1.016
  - Vitória: 540

Açucena tiene servicio de líneas de ómnibus para Gobernador Valadares, Coronel Fabriciano, Ipatinga y Guanhães.
- Las principales carreteras que acceden al municipio: 
  - BR 381 – es la principal vía de acceso por la proximidad Ipatinga a Gobernador Valadares.
  - BR-259
  - MG-758 – une la BR-381 con la ciudad de Guanhães.